# Kotenčice
Kotenčice (německy Kotentschitz) jsou obec v okrese Příbram ve Středočeském kraji, asi 8 km severovýchodně od Příbrami. Žije zde 216 obyvatel

## Historie
Obec je zmiňována poprvé v roce 1382. Po roce 1850 byly Kotenčice součástí obce Buková.

## Obecní správa

### Části obce
- Kotenčice (k. ú. Kotenčice)

K obci patří také samota U Kostinků.
Sousedními obcemi sídla jsou Rosovice, Pičín, Suchodol, Buková u Příbramě a Dlouhá Lhota.

Kolem roku 1920 se osamostatnily, mezi 1. dubnem 1976 a 30. červnem 1990 byly součástí obce Suchodol.

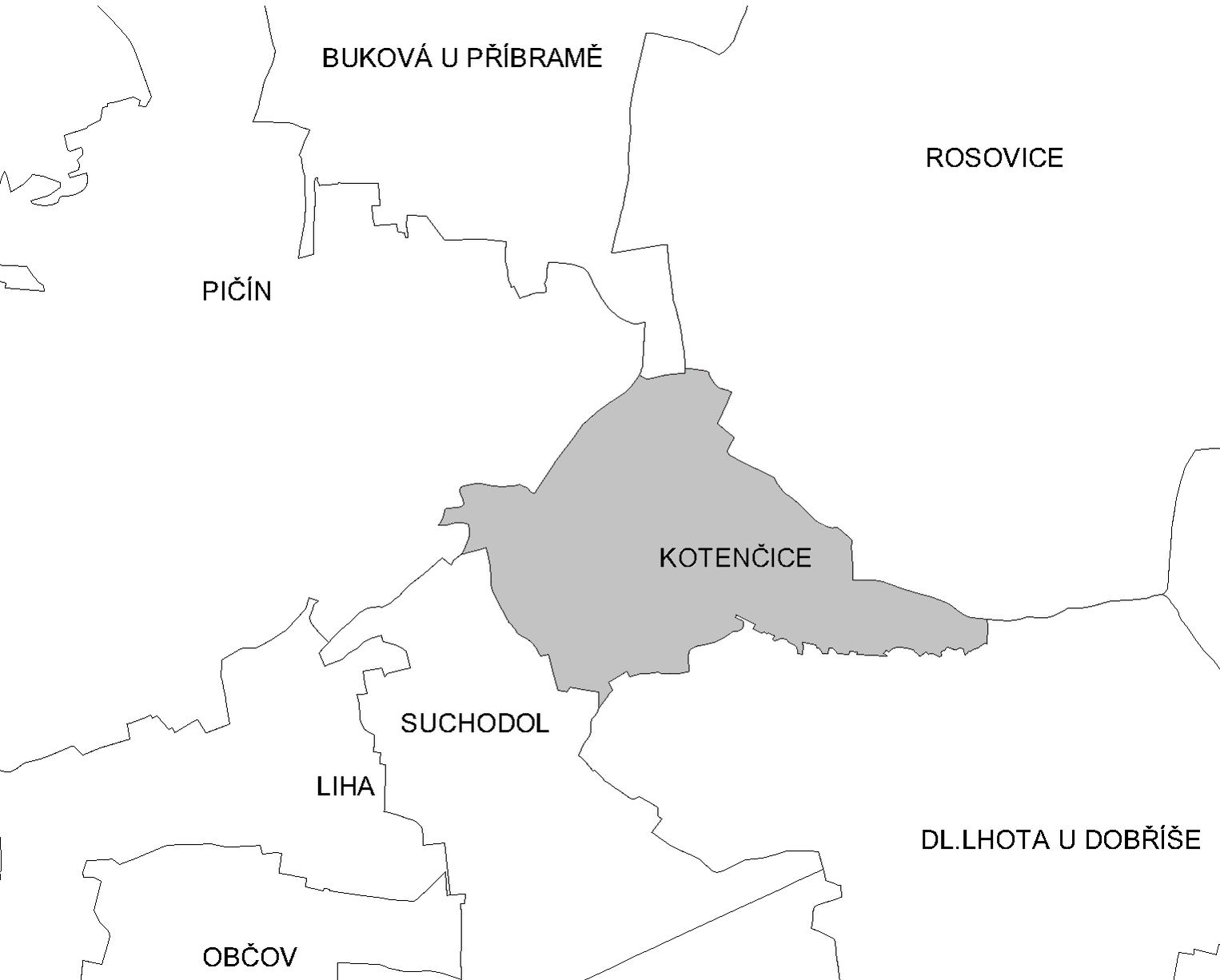
Katastrální území Kotenčic

### Územněsprávní začlenění
Dějiny územněsprávního začleňování zahrnují období od roku 1850 do současnosti. V chronologickém přehledu je uvedena územně administrativní příslušnost obce v roce, kdy ke změně došlo:
- 1850 země česká, kraj Praha, politický okres Příbram, soudní okres Dobříš[5]
- 1855 země česká, kraj Praha, soudní okres Dobříš
- 1868 země česká, politický okres Příbram, soudní okres Dobříš
- 1939 země česká, Oberlandrat Tábor, politický okres Příbram, soudní okres Dobříš[6]
- 1942 země česká, Oberlandrat Praha, politický okres Příbram, soudní okres Dobříš[7]
- 1945 země česká, správní okres Příbram, soudní okres Dobříš[8]
- 1949 Pražský kraj, okres Dobříš[9]
- 1960 Středočeský kraj, okres Příbram
- 2003 Středočeský kraj, okres Příbram, obec s rozšířenou působností Příbram

### Starostové
- Petr Hlinka (2018–současnost)

### Znak a vlajka

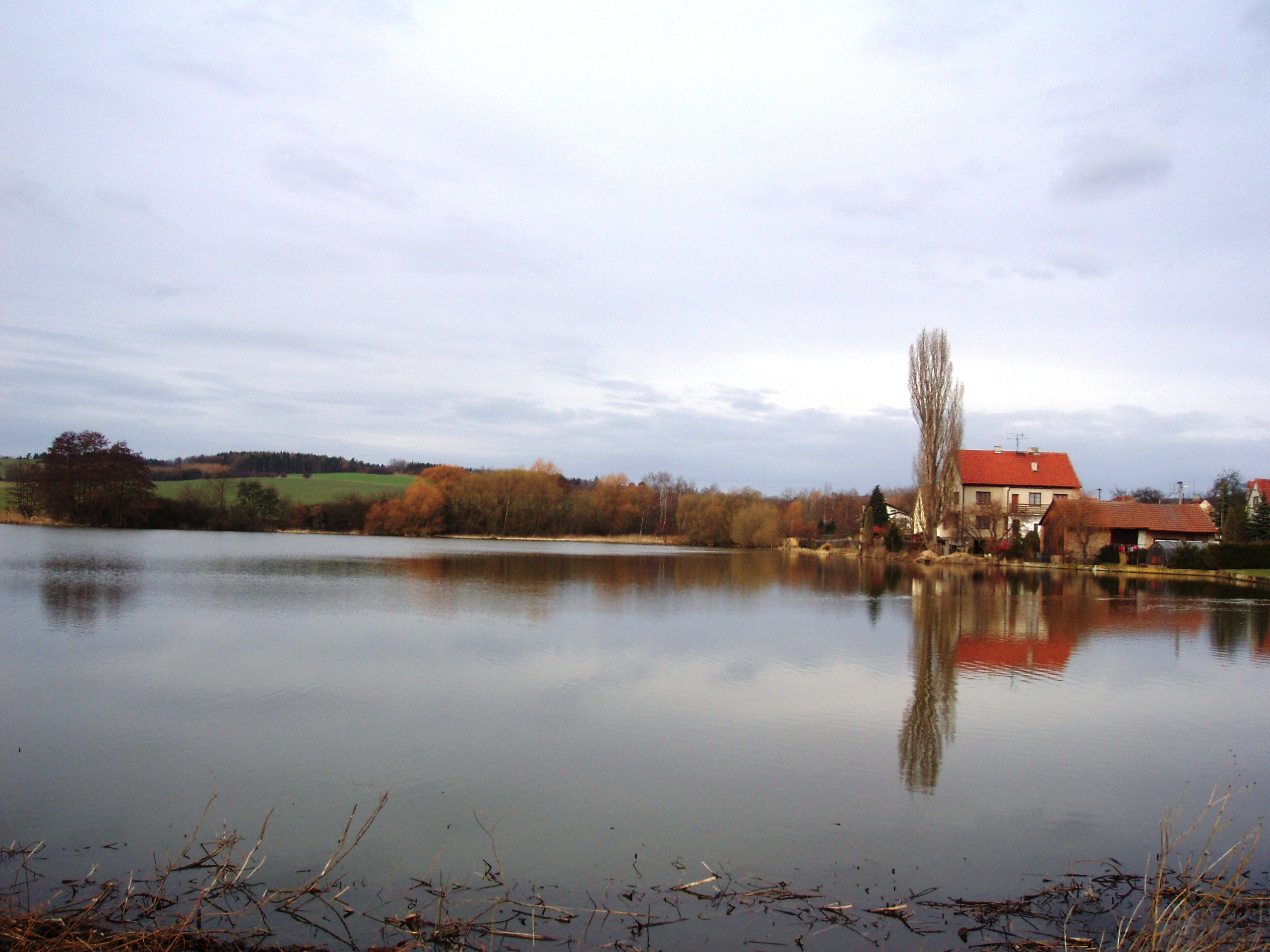
Rybník v Kotenčicích

Znak tvoří stříbrno-modře vlnkovitě dělený štít. Nahoře ve stříbrné části pluje černá potápka roháč se zlatým zobákem, kterou v pravém horním rohu provází modrá sedmihrotá hvězda. Dole v modré části jsou tři stříbrné zkřížené hře. Vlajka je stejně dělená jako znak. Motivy potápky roháče a zkřížené hře se nachází v levé části.

## Společnost

### Rok 1932
V roce 1932 zde byly evidovány tyto živnosti a obchody: obchod s dobytkem, hostinec, kovář, mlýn, obchod s lahvovým pivem, obchod se smíšeným zbožím, trafika, velkostatek.

## Doprava

### Dopravní síť
Do obce vedou silnice III. třídy. Železniční trať ani stanice či zastávka na území obce nejsou.

### Autobusová doprava 2024
Autobusovou dopravu v obci Kotenčice zajišťuje společnost Arriva Střední Čechy. Obec je součástí Pražské integrované dopravy (PID). V obci se nachází zastávka Kotenčice. Autobusová linka 392 zajišťuje spojení z Prahy ze Smíchovského nádraží přes Voznici, Dobříš, Rosovice, Bukovou u Příbramě, Pičín, Kotenčice, Suchodol, Občov a končí v Příbrami.